# Gaogang
Gaogang léase Káo-Kang (en chino, 高港区; pinyin, Gāogǎng qū; literalmente, ‘puerto superior’) es un distrito urbano bajo la administración directa de la Prefectura Taizhou en la provincia de Jiangsu, República Popular China. Su área es de 286 km² y su población total para 2010 fue cerca a los 300 mil habitantes.

## Administración
El distrito de Gaogang se divide en 9 pueblos que se administran en 4 subdistritos y 5 poblados.